# Русская фотография в Москве
Русская фотография в Москве — фотографическое предприятие в Москве.

## Историческое местоположение
Организация располагалась на улице Волхонка в доме Кирьякова.

## История
В 1861 году учреждена фотографическая фирма «Русская фотография в Москве» купцом Н. М. Аласиным. В 1862 году ателье расширено.
Предприятие состояло из двух галерей для сеансов и одной копировальной. В организации работало 18 человек: фотограф-художник, помощник фотографа, 4 художника, переплётчик, литограф и типографские рабочие.
В середине 1860-х ателье одно из самых часто посещаемых мест в Москве для фотографирования. Чаще всего сюда приходили: живописец и рисовальщик Иван Крамской, российский предприниматель Павел Третьяков, русский публицист Юрий Самарин.
Фирма также занималась фоторепродуцированием — фотосъемка двумерных оригиналов — картин.
В 1867 году работы ателье принимали участие во Всероссийской этнографической выставке, были показаны фотографические виды Москвы и альбом «Виды Москвы и её окрестностей». В 1867 году предприятие сфотографировало собравшихся на Славянском съезде.
Затем хозяева организации менялись. С 1872 года по 1874 год фирмой владел М. Г. Попов. В 1880 году ателье воссоздал П. С. Кулыгин.

## Награды
В 1864 году фирма награждена гербом и званием художественно-промышленного учреждения за сделанный фотоальбом «Фотографические снимки с греческих миниатюр, находящихся в Московской Синодальной, бывшей патриаршей библиотеке». Благодаря этому предприятие получило возможность участвовать на мануфактурных выставках.